# Большекачаково
Большекача́ково (рос. Большекачаково, башк. Оло Ҡасаҡ) — присілок у складі Калтасинського району Башкортостану, Росія. Адміністративний центр Большекачаковської сільської ради.
Населення — 510 осіб (2010; 605 у 2002).
Національний склад:
- удмурти — 97 %